# Couchgeflüster – Die erste therapeutische Liebeskomödie
Couchgeflüster – Die erste therapeutische Liebeskomödie (Originaltitel: Prime) ist eine US-amerikanische Filmkomödie aus dem Jahr 2005. Die Regie führte Ben Younger, der auch das Drehbuch schrieb. Die Hauptrollen spielten Uma Thurman und Meryl Streep.

## Handlung
Die in New York City lebende, unlängst geschiedene, 37-jährige Karrierefrau Rafi Gardet sucht Hilfe bei der Psychotherapeutin Lisa Metzger. Metzger unterstützt Gardet bei der Entscheidung, eine Beziehung mit einem jüngeren Mann einzugehen. Erst später stellt sich heraus, dass ebendieser Mann Metzgers 23-jähriger Sohn David Bloomberg ist.
Die Bloombergs sind tief in den jüdischen Traditionen verwurzelt, eine Beziehung Davids mit einer nichtjüdischen, älteren Frau stößt in der Familie auf Ablehnung. Rafi und David streiten, am Ende versöhnen sie sich.
Der Film endet ein Jahr später, nachdem sich beide doch wieder getrennt hatten. Ihre Blicke treffen sich zufällig und sie lassen ihre Beziehung nochmals Revue passieren.

## Kritiken
Auf filmstarts.de wird der Film als „waschechtes Feel-Good-Movie“ bezeichnet. Weiter heißt es, der Film sei „kein business as usual“, was das „größte Kompliment“ sei, „das man einer romantischen Komödie machen kann“.
Die Kinozeitschrift Cinema lobt den Film ausführlich. „Regisseur Ben Younger […] setzt auf unspektakuläre, aber realistische Konflikte. […] Diese romantische Komödie zum Kichern und Traurigsein hat so schöne, wahre Momente, dass man sie sammeln möchte. […] Dieses bittersüße ‚Couchgeflüster‘ handelt von Helden, die glaubwürdig reif(er) werden. Da gestaltet sich die Liebe inklusive Happy-End dann doch anders, als man vielleicht möchte.“
Glenn Whipp lobte in den Los Angeles Daily News die Darstellungen von Uma Thurman und Meryl Streep, besonders in der ersten Stunde des Films.

## Hintergrund
- Für die Rolle von Rafi Gardet war ursprünglich Sandra Bullock vorgesehen.
- Die Dreharbeiten fanden ab September 2004 statt.
- Couchgeflüster kam am 19. Januar 2006 in die deutschen Kinos und hatte über eine Million Zuschauer.
- In Deutschland wurde der Film ohne Altersfreigabe bewertet. In den USA gab es ein PG-R (nur Erwachsene) und im Berufungsverfahren danach ein PG-13 (wegen sexueller Inhalte und Dialoge sowie wegen der verwendeten Sprache).[5]